# ルイーズ・ドルレアン (1869-1952)
ルイーズ・ヴィクトワール・マリー・アメリー・ソフィー・ドルレアン（フランス語: Louise Victoire Marie Amélie Sophie d'Orléans, 1869年7月19日 - 1952年2月4日）は、フランスのオルレアン家の王女で、バイエルン王子アルフォンスの妻。

## 生涯
フランス王ルイ・フィリップの孫アランソン公フェルディナンと、バイエルン公マックス・ヨーゼフの娘ゾフィーの間の長女として、ロンドン郊外テディントンのイギリス王室所有の城館ブッシー・ハウスで生まれた。母はオーストリア皇后エリーザベトの妹であり、ルイーズはエリーザベトの末娘マリー・ヴァレリー大公女とは生涯の親友だった。
1891年4月15日、母方の又従兄にあたるバイエルン王子アルフォンスと結婚し、間に1男1女をもうけた。
- ヨーゼフ・クレメンス・マリア・フェルディナント・ルートヴィヒ・アントン・アウグスティン・アルフォンス・アルタ・フランツ・フォン・ザーレス・フィリップ・ネーリウス（1902年 - 1990年）
- エリーザベト・マリア・アンナ・ヘンリエッテ・ヨーゼファ・ゾフィー・アマーリア・フェルディナンダ・ルドヴィカ・アントニア・テレジア・クレスツェンティア・アルタ・ギスライーネ（1913年 - 2005年） - 1939年フランツ・ヨーゼフ・フォン・カゲネック伯爵と結婚（1941年死別）、1944年エルンスト・キュストナーと再婚（1953年離婚）